# Schauspielhaus (Berlin)

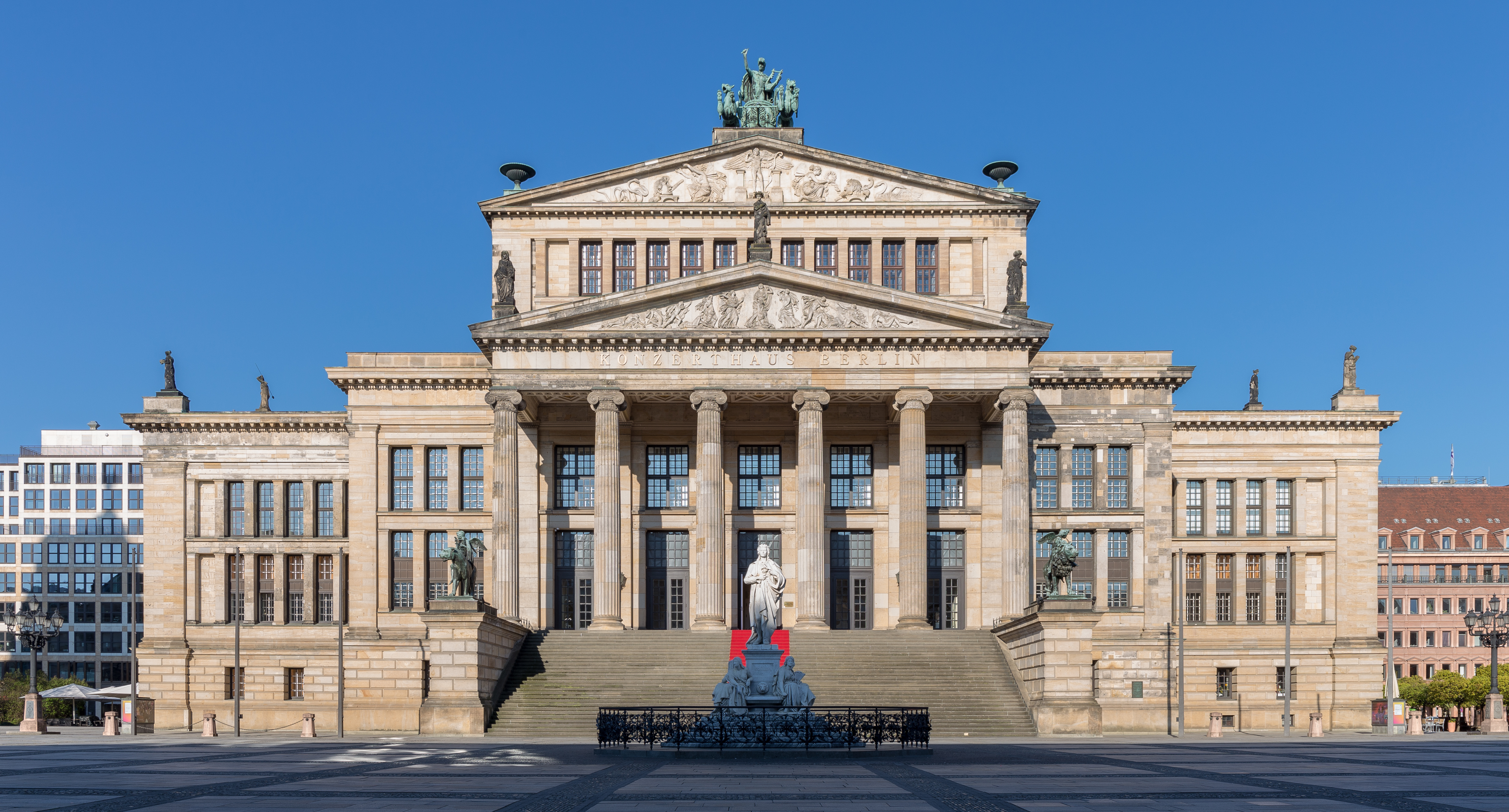
Schauspielhaus, Spielstätte des Konzerthauses Berlin, 2015

Das Schauspielhaus am Gendarmenmarkt im Berliner Ortsteil Mitte ist die Spielstätte des Konzerthauses Berlin. Es wurde 1818 bis 1821 im Auftrag König Friedrich Wilhelms III. nach Plänen Karl Friedrich Schinkels im Stil des Klassizismus errichtet. Im Zweiten Weltkrieg ausgebrannt, wurde das Schauspielhaus 1976 bis 1984 nach Plänen Ehrhardt Gißkes als Teil des Gendarmenmarkts wiederaufgebaut.

## Vorgängerbauten

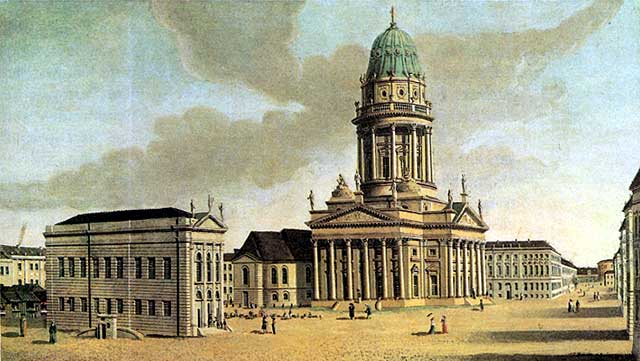
Französisches Komödienhaus (links) und Französischer Dom am Gendarmenmarkt, Ölgemälde von Carl Traugott Fechhelm, 1788

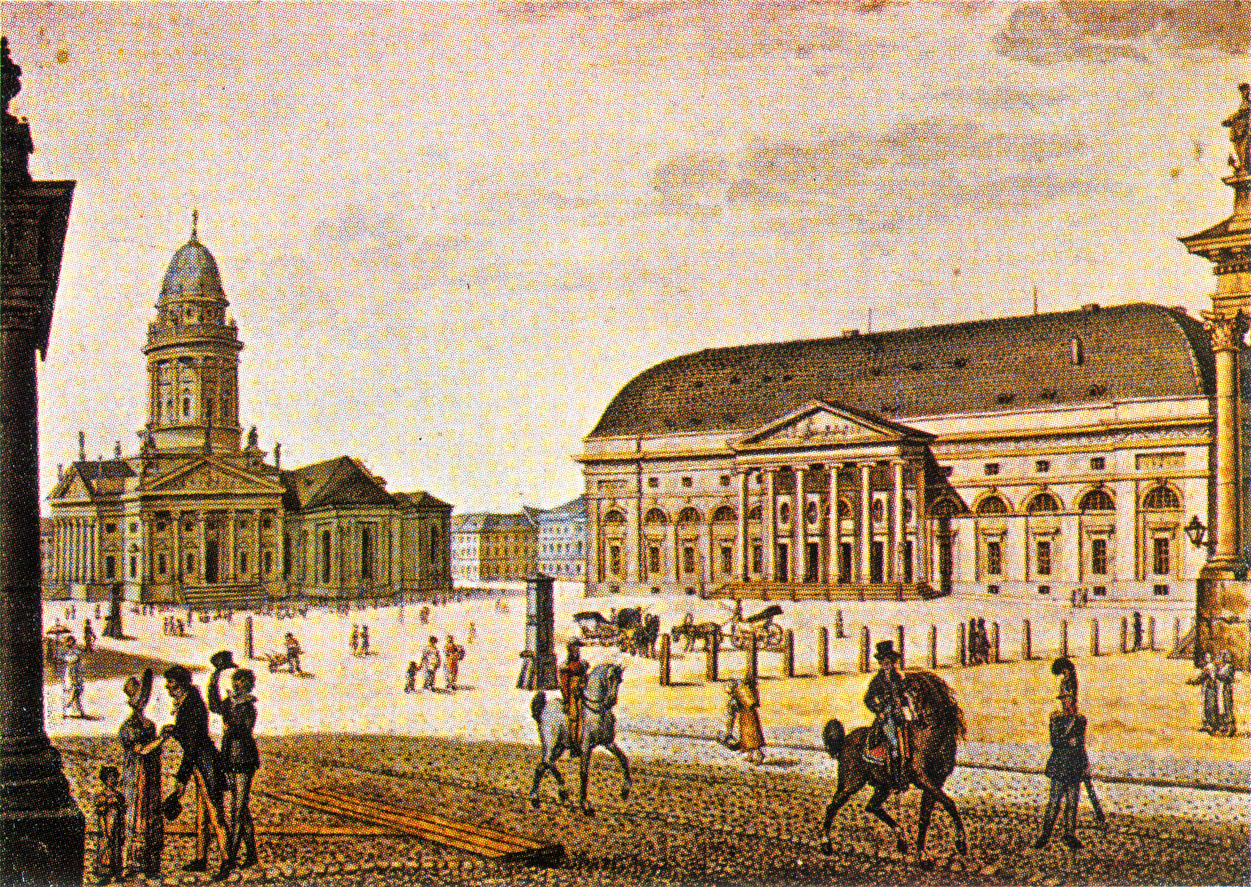
Königliches Nationaltheater (rechts) und Deutscher Dom, 1815

Friedrich der Große ließ in den 1770er Jahren den Gendarmenmarkt umgestalten. Nachdem die Pferdeställe des Reiterregiments „Gens d’armes“ beseitigt waren, erbaute Johann Boumann hier bis 1776 das Französische Komödienhaus. Von 1778 bis 1786 stand das Haus leer. Friedrichs Nachfolger Friedrich Wilhelm II. erteilte 1786 dem Schauspieldirektor Karl Theophil Döbbelin, der bisher mit seiner Truppe im Theater in der Behrenstraße aufgetreten war, das Privileg, hier zu spielen. Die Mitglieder durften sich „Königlich Preußische allergnädigst generalprivilegierte National-Schauspieler“ nennen. Döbbelin geriet bald in finanzielle Schwierigkeiten und wurde 1787 entlassen. Danach setzte der König ein Direktorium ein, das u. a. aus Johann Jakob Engel und Karl Wilhelm Ramler bestand; in diesem Jahr wurde das Theater in Königliches Nationaltheater umbenannt. Direktor des Hauses war von Dezember 1796 bis zu seinem Tod im September 1814 August Wilhelm Iffland, der es durch verschiedene Reformen zum bedeutendsten Theater um 1800 machte. Auf seine Anregung hin ließ Friedrich Wilhelm III. im Jahr 1800 einen Neubau in Auftrag geben, der 1802 eröffnet wurde. Der Architekt war Carl Gotthard Langhans, der Erbauer des Brandenburger Tors.
Im Neubau, den die Zeitgenossen wegen seines auffälligen und ästhetisch kritisierten Bohlendaches „Koffer“ nannten, gab es einen großen Saal für Schauspiele, einen überwölbten Konzertsaal sowie in dem riesigen Dachboden einen Malersaal, in dem der Dekorationsmaler Bartolomeo Verona wirkte. Seit 1811 war Iffland im Rang eines Direktors der Königlichen Schauspiele. Der Nachfolger Ifflands war Carl Graf von Brühl aus Seifersdorf bei Dresden, ein Enkel des sächsisch-polnischen Premierministers Heinrich Graf von Brühl. Von 1815 bis 1828 war er der Intendant der Königlichen Schauspiele. Am 29. Juli 1817 brannte das von Langhans errichtete Theater während der Proben zu Schillers Die Räuber vollständig aus.

## Königliches Schauspielhaus

### Bauwerk

#### Vorbedingungen

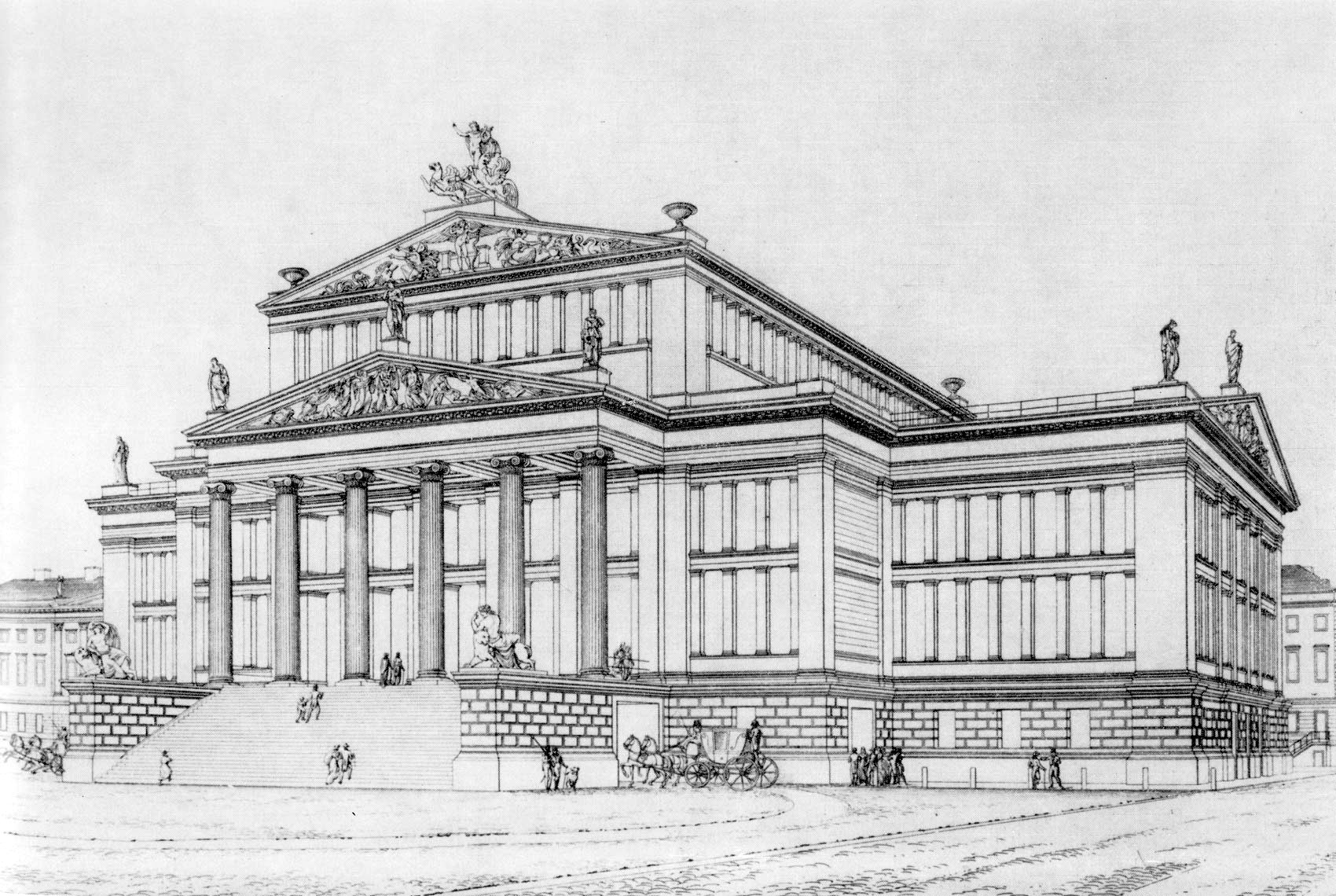
Entwurfszeichnung von Karl Friedrich Schinkel für das Königliche Schauspielhaus

Am 19. November 1817 vergab König Friedrich Wilhelm III. den Auftrag für einen Neubau an Karl Friedrich Schinkel, der schon im April des folgenden Jahres seine Pläne präsentierte; am 4. Juli 1818 wurde der Grundstein gelegt. Bei der Planung hatte der Architekt zahlreiche Auflagen berücksichtigen müssen. Alle wieder verwendbaren Teile des abgebrannten Theaters sollten genutzt werden, also die gesamten Fundamente, Teile des Mauerwerks sowie die Säulen des Portikus vor dem Haupteingang. Der Langhans-Bau hatte 2000 Zuschauerplätze gehabt; das neue Theater, als bürgerliches Schauspielhaus konzipiert, sollte nur 1200 Zuschauern Platz bieten, um der Königlichen Oper mit ihren 3000 Plätzen auch nicht annähernd vergleichbar zu sein. Die für den eigentlichen Theaterbetrieb notwendigen Räume – Bühne und Zuschauerraum, Magazine, Werkstätten, Garderoben und Proberäume – sollten ergänzt werden durch einen Konzert- und Ballsaal, der auch privat angemietet werden konnte, durch Restaurant und Küche, um möglichst ökonomisch wirtschaften zu können und so das Königshaus bei den laufenden Kosten zu entlasten. Auf wirksamen Brandschutz war besonders zu achten – durch Wasserreservoirs, Wasserhebemaschinen und sichere Feuerstellen zur Beheizung der großen Räume.

#### Bauausführung

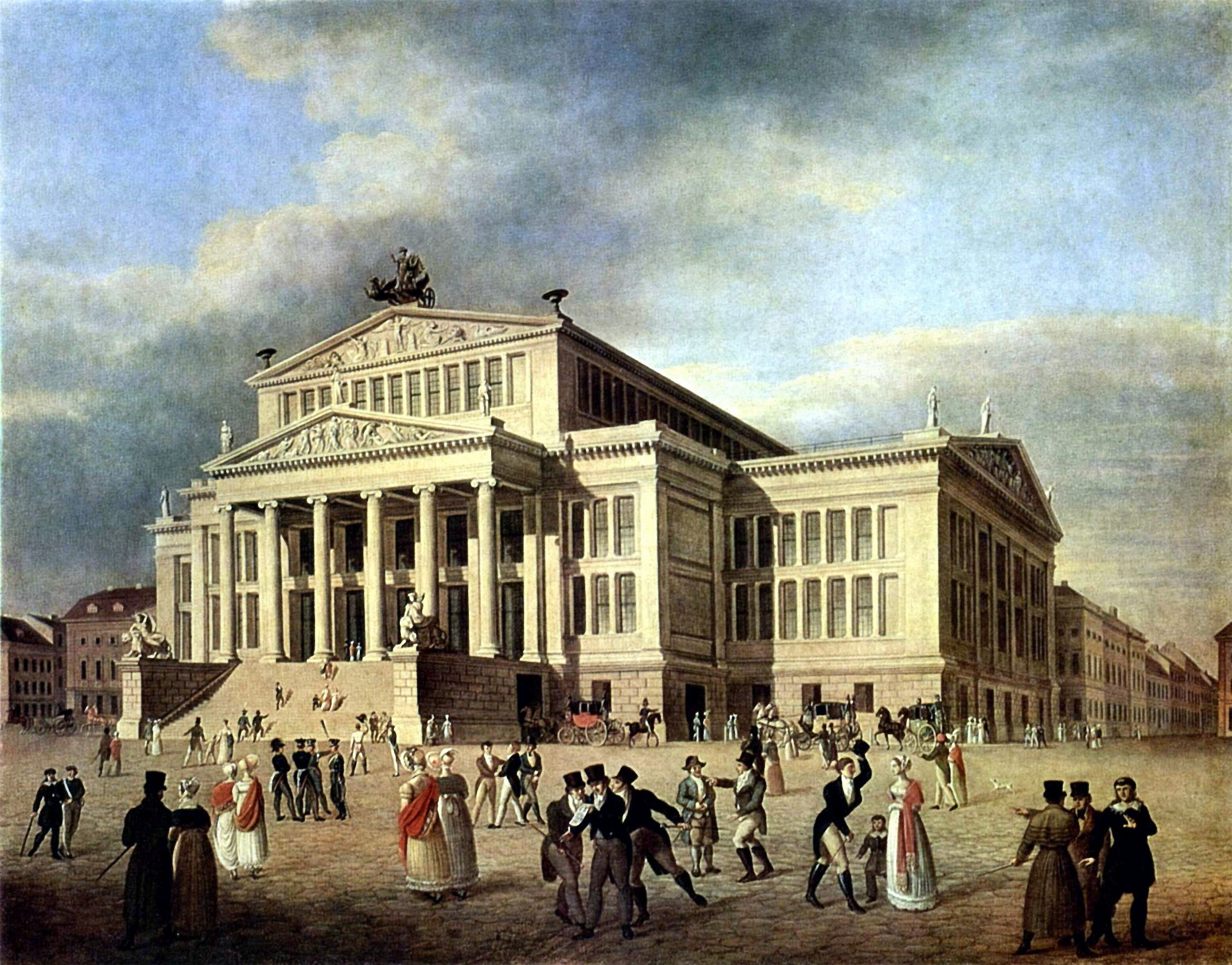
Schauspielhaus, um 1825

Schinkel erfüllte alle Forderungen und schuf dabei ein ästhetisch überzeugendes und richtungsweisendes Gebäude. Sein Konzept enthielt, in seinen eigenen Worten, „1. alles das, was zum Theater und der Scenerie gehörte, 2. alles das, was zur Theater-Oeconomie gerechnet werden konnte, 3. alles das, was das Concert- und Festlokal bilden sollte“. Die Dreiteilung der Aufgaben fand sich im Gebäude wieder. Den mittleren Abschnitt des bisher streng in Nord-Süd-Richtung angelegten Hauses erweiterte Schinkel nach Osten und Westen und brachte darin den Theatersaal unter; den Gesamteindruck, auch die Wirkung in Hinblick auf die städtebauliche Situation, verstärkte er durch einen Oberbau mit einem zweiten Giebel. Die beiden Flügel des Gebäudes, genau auf den alten Fundamenten errichtet, enthielten links den Konzert- und Ballsaal, rechts die Wirtschaftsräume.
Als Vorbild für die Gestaltung der Fassade diente das Thrasyllos-Monument in Athen, das 320 v. Chr. erbaut worden war, um an die Erfolge des Musikers Thrasyllos im musischen Wettstreit zu erinnern. Schinkel schrieb darüber: „Ueber den Styl der Architektur, welchen ich dem Gebäude gab, bemerke ich nur im Allgemeinen, daß ich mich […] den griechischen Formen und Constructionsweisen anzuschließen bemühte. Alle Gewölbe in Bogenlinien sind im Aeußeren sowohl als in den Haupträumen des Inneren vermieden […]“ und „Die Construction der Pilaster […] schien mir dem Charakter eines öffentlichen Gebäudes mehr zu entsprechen und mit dem Peristyl der Hauptfacade mehr in Harmonie zu treten, als gewöhnliche Fenster, wozu noch der Vortheil entstand, daß mehr Licht für das, wegen seiner bedeutenden Tiefe sonst sehr schwer im Innern zu beleuchtende Gebäude gewonnen wurde“. Nach diesen Prinzipien entstand eine von Zeitgenossen als „eigentümlich“ bezeichnete Netzstruktur mit großen Fensterflächen, die seit dem frühen 20. Jahrhundert aber von funktional denkenden Architekten als Vorläufer der modernen Architektur angesehen wird.
Die für den Bau verwendeten Säulen waren aus Sandstein; für die ganze Fassade wäre das Material zu teuer gewesen, da es in der Nähe Berlins keine geeigneten Steinbrüche gab. Das aus Backstein erbaute Haus erhielt durch Putzquaderung das Aussehen eines Werksteingebäudes. Einzelne Elemente des Gebäudes wie das Gurt- und das Hauptgesims, der Portikus, die Plinthe und größere Pilaster waren planmäßig mit Werkstein verkleidet worden. Im Jahr 1882 beschloss der Magistrat, weitere Werksteinverblendungen vornehmen zu lassen. Die geputzte Oberfläche war sehr witterungsempfindlich und damit kostspielig in der Instandhaltung, so dass die Fassade 1883/1884 nachträglich mit Sandstein oder Naturwerkstein verblendet wurde.
Die Bauführung hatte der Architekt und Mitarbeiter Schinkels, Heinrich Bürde, unter Mitwirkung von Wilhelm Berger. Intendant Brühl begleitete die Bauarbeiten während der gesamten Zeit. Er lud zudem im Sommer 1817 Karl Friedrich Schinkel auf sein heimatliches Schloss Seifersdorf ein, um die dortigen Umbaumaßnahmen zu besprechen.
Der untere Fries trug die lateinische Inschrift „FRIDERICUS GUILELMUS III THEATRUM ET ODEUM INCENDIO CONSUMTA MAIORE CULTA RESTITUIT MDCCCXXI“ (deutsche Übersetzung: Friedrich Wilhelm III. hat das ausgebrannte Schauspielhaus und den Konzertsaal in größerer Pracht 1821 wiederaufgebaut).

#### Skulpturenschmuck

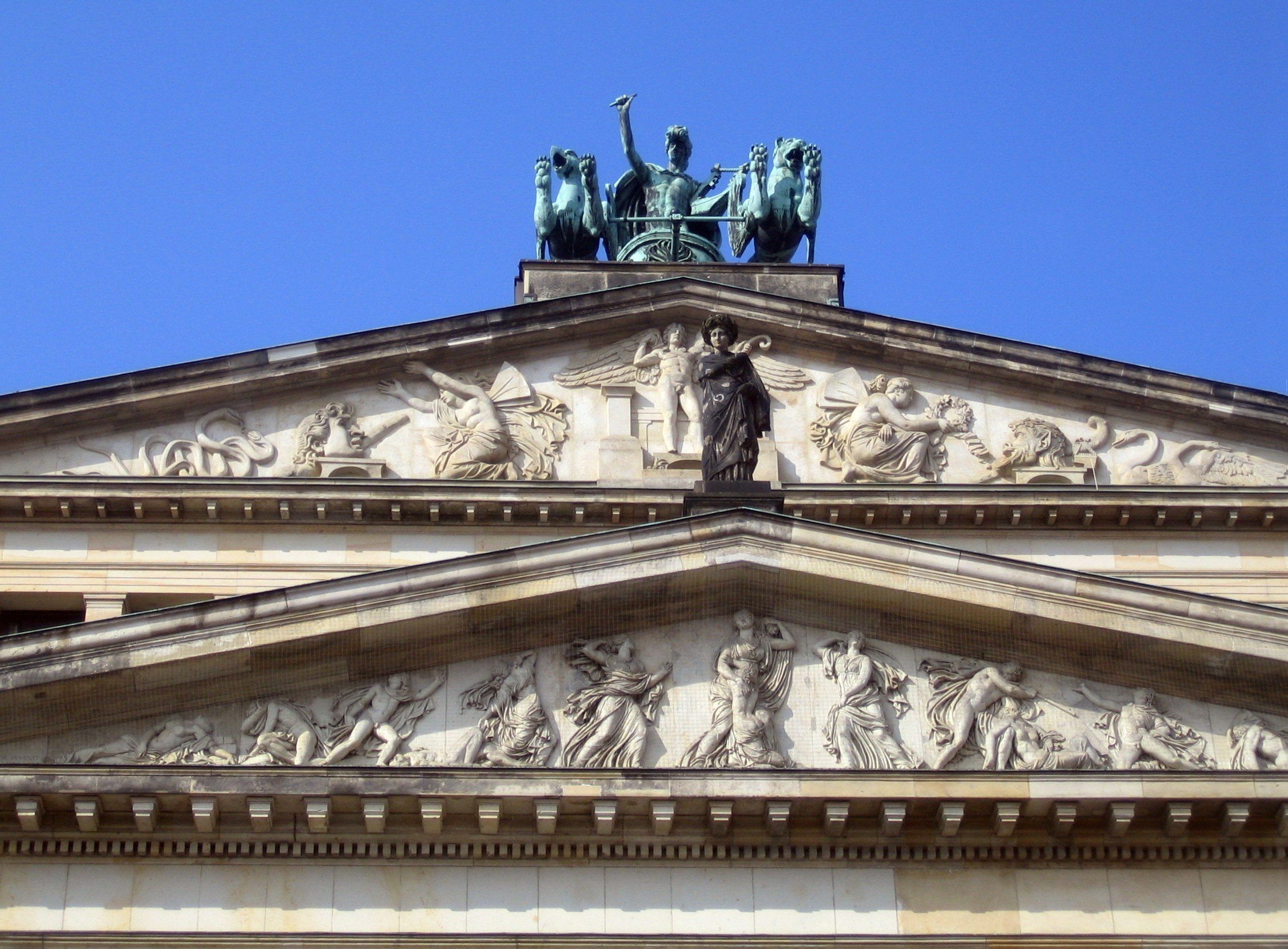
Reliefs und Plastik Apollo im Greifenwagen von Tieck über dem Haupteingang

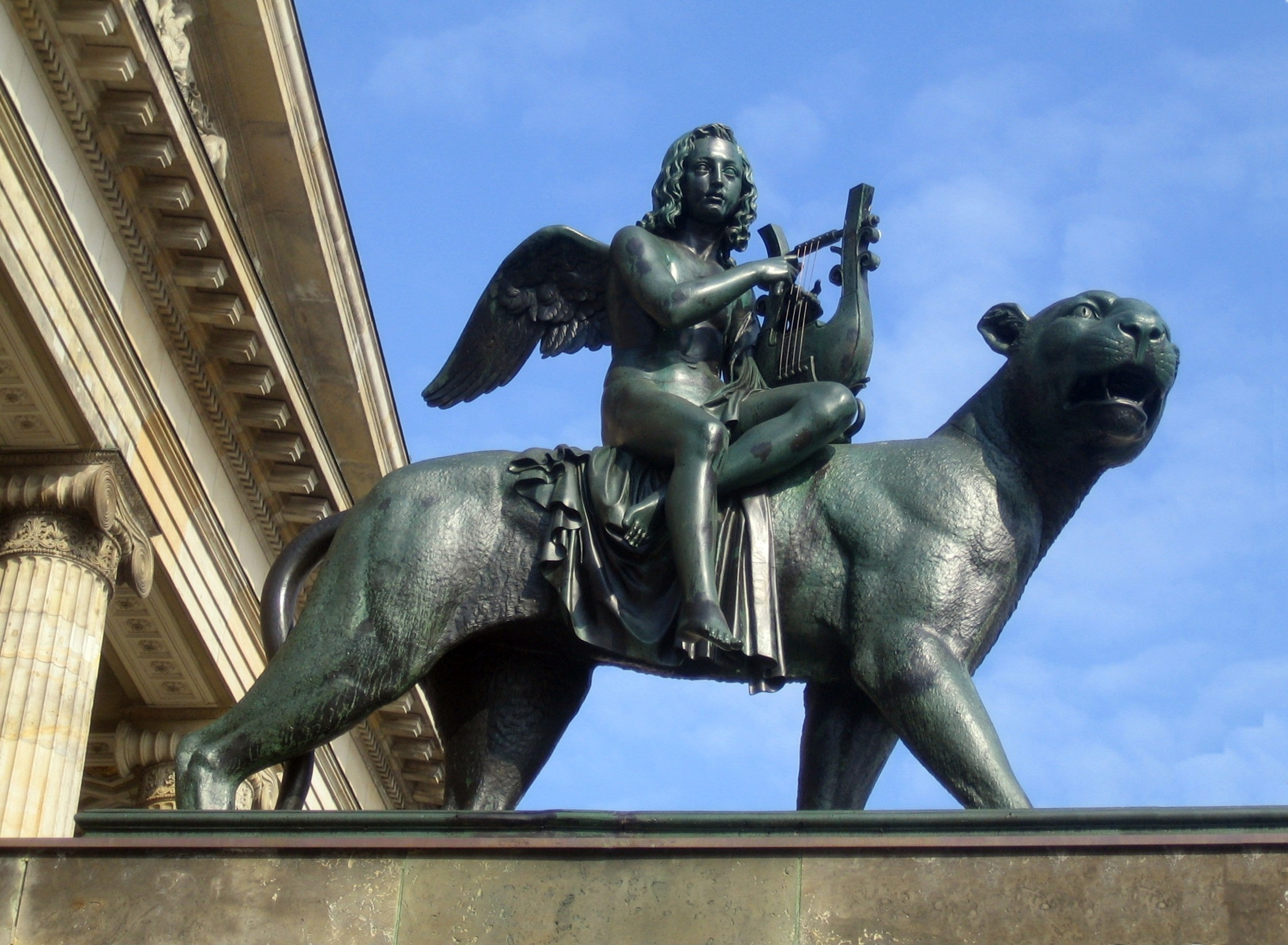
Bronzeplastik von Tieck am Haupteingang

Das Bildprogramm für den reichen skulpturalen Schmuck des Schauspielhauses entwickelte Schinkel seit 1819 in enger Zusammenarbeit mit dem Bildhauer Christian Friedrich Tieck, den er dazu eigens aus Italien zurückgerufen hatte. Grundlagen waren die Funktion des Gebäudes und die Vorstellungswelt der klassischen Antike. Die vier Giebelreliefs zeigen über dem Portikus die Gruppe der Niobiden, im Giebel darüber Sinnbilder der Bühnenkunst, auf der Nordseite ein Bacchanal, auf der Südseite Orpheus und Eurydike. Dazu kam eine Vielzahl von einzelnen Statuen und Gruppen für innen und außen. Insgesamt arbeitete Tieck mit Unterbrechungen über 30 Jahre lang an der Ausgestaltung des Schauspielhauses, der Bildhauer Johann Balthasar Jacob Rathgeber setzte manche seiner Stuckmodelle in Sandstein um. Tiecks letzte Arbeiten an diesem Projekt waren zwei Bronzeskulpturen, die zu beiden Seiten der großen Freitreppe vor der Hauptfassade stehen und die Macht der Musik symbolisieren: Löwe und Panther tragen musizierende Putten auf ihren Rücken. An der Restaurierung der Skulpturen war ab 2007 der Berliner Kupferschmied und Metallrestaurator Peter Trappen beteiligt.

### Über den Spielbetrieb

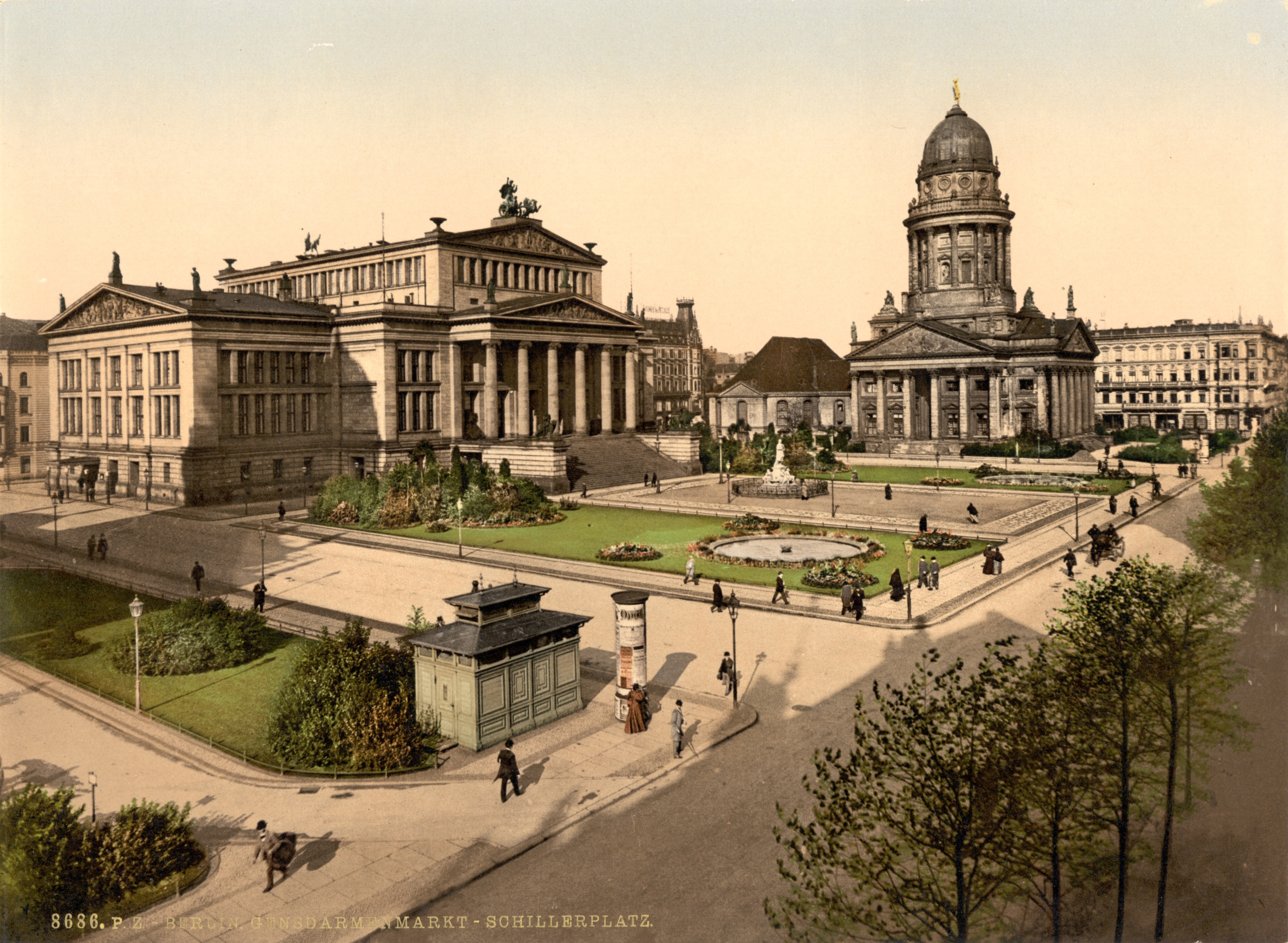
Gendarmenmarkt mit Schauspielhaus und Französischem Dom, um 1910

Am 26. Mai 1821 wurde die Bühne in Anwesenheit des Königs mit dem Versdrama Iphigenie auf Tauris von Johann Wolfgang von Goethe eingeweiht. Carl Graf von Brühl, der damalige Intendant, pflegte die Freundschaft, die zwischen seinen Eltern Christina Gräfin von Brühl und Hanns Moritz Graf von Brühl und Johann Wolfgang von Goethe entstanden war, über viele Jahre fort. So bemühte er sich auch darum, dass Goethes Stück bei der Einweihung zur Aufführung kam. In der Folge wurde das Haus zwar weit überwiegend als Sprechtheater genutzt, es fanden aber immer wieder auch Konzerte und Opernaufführungen statt. So dirigierte Carl Maria von Weber hier am 18. Juni 1821 die Uraufführung seiner Oper Der Freischütz. Auch dort setzte Carl von Brühl Akzente. Er sorgte dafür, dass Weber die Oper fertig stellte und ebnete den Weg, dass die Oper in Berlin aufgeführt wurde. 1826 gab es die Berliner Erstaufführung der 9. Sinfonie von Ludwig van Beethoven, 1829 gastierte der Violinvirtuose Niccolò Paganini, 1842 dirigierte Felix Mendelssohn Bartholdy, 1843 gab der Komponist und Klaviervirtuose Franz Liszt ein Gastspiel. Am 7. Januar 1844 leitete Richard Wagner seine Oper Der fliegende Holländer.
Generalintendant der Königlichen Schauspiele in Berlin war von 1815 bis 1828 Graf Carl von Brühl aus Seifersdorf (Wachau) bei Radeberg. Über die Verwaltungsarbeit hinaus war er lebhaft an Fragen der Aufführungspraxis interessiert, insbesondere an der historisch korrekten Ausstattung der Stücke. Durch eigene Entwürfe sorgte er dafür, dass die Kostüme nicht aussahen „wie sie durch Zufall und Laune entstanden sind, sondern wie sie – nach den möglichst besten Quellen – wirklich seyn sollen“. Er fand, dass auch die Dekorationen „architektonisch und historisch richtig komponirt und, was die Landschaften betrifft, selbst in Bezug auf Pflanzen und Bäume nach den verschiedenen Himmelsstrichen charakteristisch dargestellt seyn“ müssten. In diesem Punkt konnte er mit Schinkel rechnen, der während Brühls Intendanz über hundert Dekorationsentwürfe zu mehr als dreißig Stücken lieferte.
Das Königliche Schauspiel im Schauspielhaus am Gendarmenmarkt und die Königliche Oper im Opernhaus an der Prachtstraße Unter den Linden bildeten den Theaterverbund Königliche Schauspiele. Dieser war bereits am 18. Juni 1811 gegründet worden, als König Friedrich Wilhelm III. den Schauspieler August Wilhelm Iffland zum Generaldirektor der Königlichen Schauspiele ernannte.
Königshaus und Adel intervenierten wiederholt, um das Repertoire zu beeinflussen. Die Räuber von Friedrich Schiller – vom König wegen erkennbarer Kritik am Feudalsystem abgelehnt – durften zwischen 1819 und 1825 nicht aufgeführt werden. Heinrich von Kleists Prinz Friedrich von Homburg kam 1828 erstmals in Berlin auf die Bühne, wurde aber, obwohl schon vorsorglich gekürzt, auf Einspruch des Königs nach der dritten Aufführung wieder abgesetzt; eigenmächtiges, wenn auch erfolgreiches Handeln eines Offiziers wurde seinerzeit selbst auf der Bühne nicht akzeptiert. Der Spielplan des Jahres 1848 nennt 33 verschiedene Stücke, darunter nun doch Die Räuber, Prinz Friedrich von Homburg und Hamlet von William Shakespeare. Absolut dominierend waren jedoch triviale Lustspiele, Schwänke und Vaudevilles mit Titeln wie Der Weg durchs Fenster, Der Rechnungsrath und seine Töchter oder Ein Heirathsprojekt von Autoren wie Charlotte Birch-Pfeiffer, August von Kotzebue, Eugène Scribe und anderen.
Nach diesem Muster wurden auch die Spielpläne der folgenden Jahrzehnte gestaltet. Wenigen Glanzstücken – wie den Uraufführungen des Dramas Penthesilea von Heinrich von Kleist 1876 und der Traumdichtung Hanneles Himmelfahrt von Gerhart Hauptmann 1893 – standen viele Belanglosigkeiten gegenüber. In einer heutigen Betrachtung des Spielbetriebs heißt es: „Das Königliche Hoftheater schwankt […] zwischen bürgerlichem Geschäfts- und feudalem Staatstheater.“ Es müsse als „bevorzugte Repräsentationsstätte für die adligen und großbürgerlichen Publikumsschichten gelten“ und stütze sich „den Publikumswünschen entsprechend im wesentlichen auf dekorativ überlastete und sprechtechnisch überlebte Prunkaufführungen klassischer Werke und bringt ferner Historiendramen oder anspruchslose Konversationsstücke französischer und deutscher Provenienz auf die Bühne.“ Künstlerisch maßgebliche Theater Berlins waren um die Jahrhundertwende das Lessingtheater und vor allem das Deutsche Theater unter seinen Leitern Otto Brahm und Max Reinhardt.

### Nutzung und Medien
- Im Revolutionsjahr 1848, als der Gendarmenmarkt ein wichtiger Schauplatz der politischen Ereignisse war, tagte die Preußische Nationalversammlung von September an für mehrere Wochen im Großen Saal des Schauspielhauses.
- Theodor Fontane war seit dem 17. August 1870 bei der liberal bürgerlichen Vossischen Zeitung als Theaterkritiker speziell für die Aufführungen im Schauspielhaus angestellt, verfolgte sie von seinem Eckplatz Nr. 23 im Parkett aus und machte sich mit seinen kritischen Texten im Theater keine Freunde. „Schlecht ist schlecht, und es muss gesagt werden“ war sein journalistisches Motto.[14]

### Umbauten und Modernisierungen
Neben anderen kleineren Änderungen baute 1865 Friedrich August Stüler Schinkels Konzertsaal zu einem kleinen Theater um. In den Jahren 1888/1889 erfuhr unter Reinhold Persius die Bühnentechnik eine Modernisierung, die Holzkonstruktionen wurden durch betonummantelte Stahlträger ersetzt und das Haus erhielt eine elektrische Beleuchtung. Aufsehenerregende Theaterbrände wie der Ringtheaterbrand in Wien und schließlich der Brand im Iroquois Theater in Chicago veranlassten in den Jahren 1904/1905 aus Brandschutzgründen einen Umbau durch Felix Genzmer, der nur den inzwischen als Foyer genutzten Konzertsaal unberührt ließ. Der Bauherr war König Wilhelm II., der ganz in seiner Rolle als Deutscher Kaiser aufging. Er forderte von Genzmer bei dieser Gelegenheit etwas zu schaffen, das „der gesteigerten Machtstellung des Kaiserreiches“ entsprechen sollte. Das Ergebnis war eine Neugestaltung des Theaters im Stil des Neobarocks, durchsetzt mit Elementen des Neorokokos und des Jugendstils. Die Freitreppe war zur reinen Kulisse geworden.

### Persönliche Urteile
Im Jahr 1840 äußerte sich der Schriftsteller und Journalist Karl Gutzkow kritisch über das Gebäude:

„Wenn an einem öffentlichen Gebäude die Fassade nicht einmal als Ein- und Ausgang benutzt wird, wenn man auf einer großen Freitreppe Gras wachsen sieht, so regt sich unwillkürlich das Gefühl, das Unbenutzte auch für eine Überladung zu halten. Doch mögen die Kenner über den äußern architektonischen Wert des Schauspielhauses entscheiden! Das Innere […] hat ganz jenen gedrückten Miniatur- und Privatcharakter, den ein Haus, das früher Nationaltheater hieß, nicht haben sollte. Es wäre vielleicht nicht nötig gewesen, dies Theater größer als für 1200 Menschen zu bauen; aber warum dieser wunderliche Charakter der Isolierung in der Anlage des Ganzen? Ein Rang ist dem andern unsichtbar. Das Parterre und die Parkettlogen sehen nichts von den Rängen. […] Man kann Bruder und Schwester im Theater haben und sieht sie nicht.“

Der einflussreiche Theaterkritiker Alfred Kerr schrieb in seinen Berliner Briefen am 20. Januar 1895 über das „Königliche Schauspielhaus“:

„Die jungen Mädchen sind hier am holdesten, zahlreichsten und dümmsten. Sie werden in dieses Theater lieber als in irgendein anderes geführt, weil es am tugendlichsten ist. Und sie bewundern schwärmerisch und verehren, ohne es allzu sehr merken zu lassen, den kompakten Gliederbau des hübschen Herrn Matkowsky. Der Rest ist ein Milieu von militärischen und rustikalen Elementen, versetzt mit Beamtentum und abonnierten reichen Spießbürgern.“

## Staatliches Schauspielhaus

### Ab 1918
Mit der Gründung des demokratischen Freistaats Preußen 1918 bildeten das Staatsschauspiel Berlin im Schauspielhaus am Gendarmenmarkt und die Staatsoper Berlin im Opernhaus Unter den Linden zusammen die Preußischen Staatstheater, die von einem Generalintendanten geleitet wurden und dem Preußischen Ministerium für Wissenschaft, Kunst und Volksbildung unterstellt waren.

### Intendanz Jessner

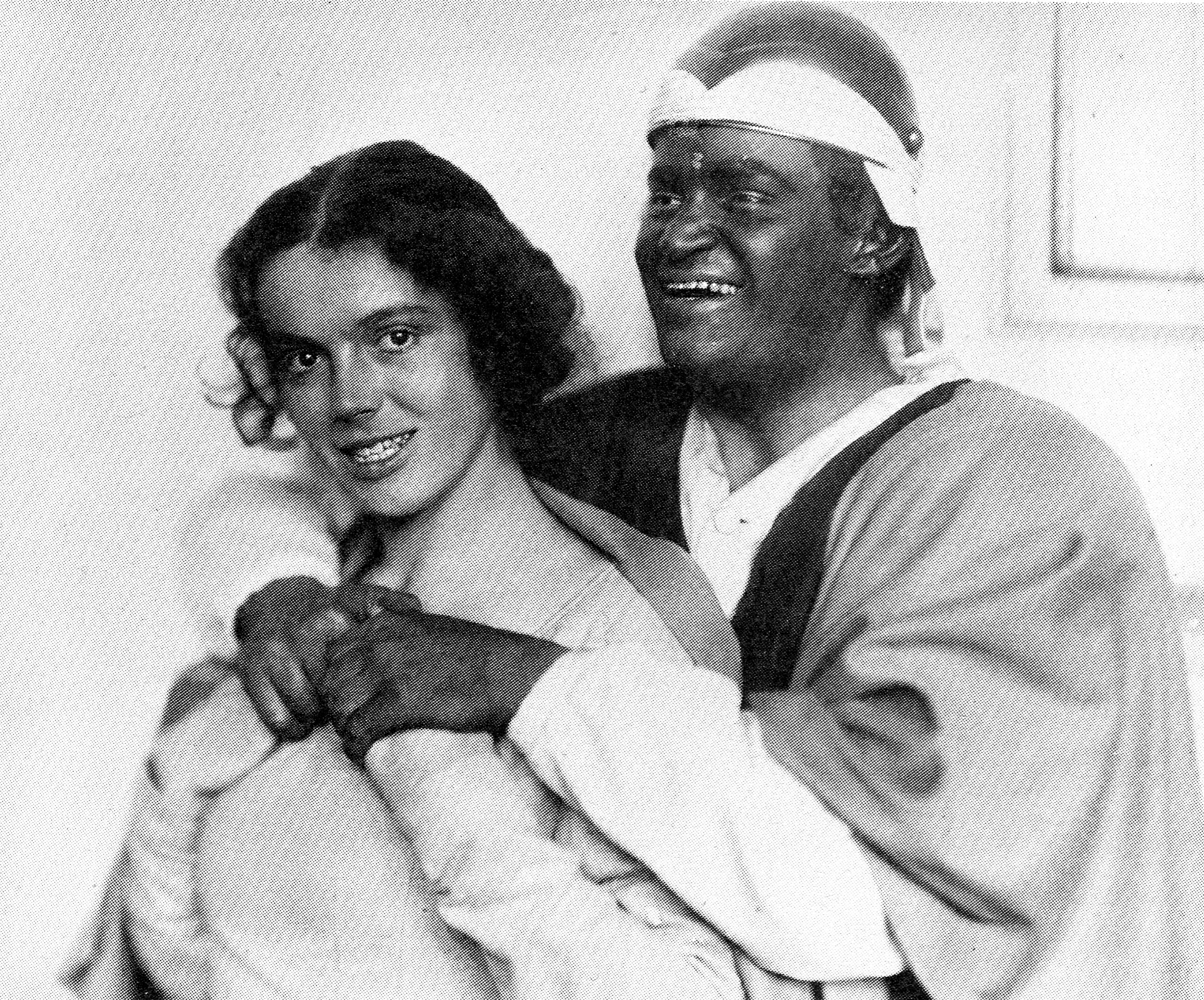
Johanna Hofer und Fritz Kortner in Othello, 1921

Nach dem Ende der Monarchie begann für das Schauspielhaus eine Zeit neuer künstlerischer Qualität, die – in zwei sehr unterschiedlich geprägten Phasen – bis 1944 anhielt. 1923 kam das Schillertheater in Berlin-Charlottenburg als zweite Spielstätte des Staatsschauspiels hinzu; 1932 wurde es wieder reprivatisiert.
Erster Leiter des Staatlichen Schauspielhauses wurde Leopold Jessner – SPD-Sympathisant und rigoroser Erneuerer der Klassiker-Regie. Mit ihm geriet es ins Zentrum heftiger öffentlicher Kontroversen. Jessner bevorzugte einen Regie-Ansatz deutlicher politischer Zeitbezüge. Sein Ziel war zunächst die Abrechnung mit dem untergegangenen Kaisertum und den noch immer einflussreichen alten Eliten. Formal benutzte er für seine Aufführungen klassischer Stücke auch Elemente des expressionistischen Theaters: radikale Zuspitzung auf einen bestimmten Ideengehalt, expressiven Sprechgestus und ausdrucksstarke Bewegungen. Jessner polarisierte sein Publikum, die Reaktionen waren entweder Skandal oder Begeisterung. Schon seine erste Premiere im Dezember 1919 verursachte Tumulte im Schauspielhaus. Friedrich Schillers Wilhelm Tell hatte er als modernes Freiheitsdrama aufführen lassen, ohne jede Alpendekoration auf einer weitgehend kahlen, abgestuften Bühne, der bald sogenannten „Jessner-Treppe“. Nachwuchsdramatiker wie Ernst Barlach, Arnolt Bronnen, Hans Henny Jahnn und Carl Zuckmayer fanden am Staatstheater Gelegenheit, ihre Stücke aufzuführen.
Unter den gesellschaftlichen Bedingungen der labilen Weimarer Republik formierte sich bald Widerstand gegen Jessners Theater, das hergebrachte Autoritäten und bürgerliche Selbstzufriedenheit in Frage stellte. Wirtschaftskrisen und politische Radikalisierung vergifteten das kulturelle Klima. Bürgerlich-konservative und völkisch-nationalsozialistische Kreise machten Front gegen Jessner als Person – Antisemitismus inbegriffen –, und gegen seine Arbeit, die als Symbol für die ungeliebte sozialdemokratische Kulturpolitik in Preußen galt. Wiederholte Anfragen im Preußischen Landtag operierten mit dem Verdacht von Misswirtschaft in der Führung des Hauses. Jessner war verunsichert, machte inhaltliche und ästhetische Konzessionen und verlor damit einigen Rückhalt auch bei seinen Anhängern. Am 18. Januar 1930 zog er sich enttäuscht vom Amt des Intendanten zurück. Unmittelbarer Anlass war die vernichtende Kritik an der Aufführung des Stücks Harte Bandagen von Ferdinand Reyher. Im Schauspielhaus am Gendarmenmarkt absolvierte er noch einige Regiearbeiten, bevor er 1933 ins Exil ging. Er starb 1945 in Los Angeles. Nach dem Rücktritt Jessners übernahm Ernst Legal die Intendanz des Schauspielhauses.

### Tietjen, Ulbrich, Johst
Vorübergehend übernahm Heinz Tietjen, Generalintendant der Preußischen Staatstheater, zusätzlich die direkte Leitung des Schauspielhauses. Ihm wurden schon für das Jahr 1932 enge Arbeitskontakte zu den Nationalsozialisten, den kommenden Machthabern nachgesagt – was er in seinem späteren Entnazifizierungsverfahren bestritt. Er behielt seinen Posten auch nach der „Machtergreifung“ vom 30. Januar 1933 und verkündete wenige Tage später die neuen Personalien: Intendant des Schauspielhauses wurde der politisch bislang eher neutrale Weimarer Intendant Franz Ulbrich, ihm beigeordnet als Chefdramaturg der engagierte NS-Schriftsteller Hanns Johst. Beide begannen noch im selben Jahr, das Ensemble von unerwünschten Mitgliedern im Sinne des neuen Regimes zu „säubern“. Ihr Spielplan wurde beherrscht von Gegenwartsstücken, die der NS-Weltanschauung entsprachen. Die künstlerische Substanz war unbefriedigend. Ein Ensemblemitglied, der Schauspieler Hans Otto, der in der Titelrolle des Egmont berühmt geworden war, überlebte das Jahr der „Machtergreifung“ nicht – er wurde als Mitglied der KPD von Nationalsozialisten ermordet.

### Intendanz Gründgens

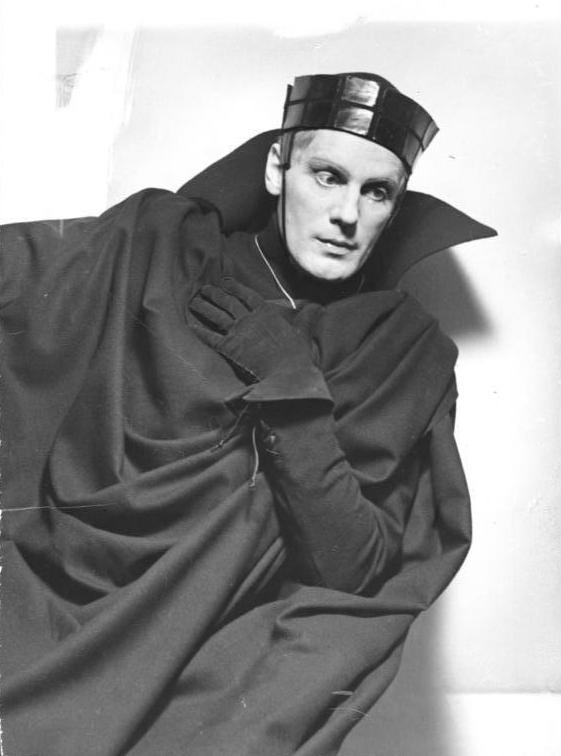
Gründgens als Hamlet, 1936

Gustaf Gründgens hatte in der Saison 1932/1933 in Berlin den Mephisto in Goethes Faust gespielt. Der führende Nationalsozialist Hermann Göring sah ihn, war nachhaltig beeindruckt und protegierte Gründgens bis zum Ende der Zeit des Nationalsozialismus. In seiner späteren Funktion als preußischer Ministerpräsident berief Göring ihn am 26. Februar 1934 zum Intendanten des Schauspielhauses am Gendarmenmarkt, ernannte ihn zum Preußischen Staatsrat und 1937 zum Generalintendanten der Preußischen Staatstheater. Gründgens’ künstlerische Leistung war bei Freund und Feind unbestritten, aber frühere Weggefährten machten ihm aus dem Exil oder nach Kriegsende heftige Vorwürfe, weil er sich einem extremen Unrechtssystem um der eigenen Karriere willen angepasst habe. Gründgens erklärte dazu, er habe die Kunst schützen wollen gegen die Politik. Erwiesen ist immerhin, dass er seine offiziellen Kontakte nutzte, um Ensemblemitgliedern zu helfen, die aus „rassischen“ Gründen bedroht waren. Als Gründgens am 7. November 1935 das Haus mit einer Inszenierung des Egmont mit Paul Hartmann in der Titelrolle und Wilhelm Furtwängler als Dirigenten der Musik Beethovens wiedereröffnen ließ, wurde dies von „Antifaschisten und aufrechten Demokraten“ als „Parallele zur finsteren Gegenwart“ und Bestärkung ihrer Haltung verstanden.
Das 1936 erschienene Buch Mephisto – Roman einer Karriere von Klaus Mann enthält sehr deutliche Anspielungen auf die ersten beiden Jahre des Wirkens Gründgens als Generalintendant am Schauspielhaus Berlin. Nach Gründgens’ Tod führte ein von seinem Alleinerben Peter Gorski 1966 erwirktes Verbot des Buches 1971 zu einer Entscheidung des Bundesverfassungsgerichtes, die noch heute maßgebliche Grundsätze für die Schranken der Kunstfreiheit aufstellte. Gründgens wird politische Anpassung an die nationalsozialistischen Herrschaftsstrukturen vorgeworfen, er habe die Sympathien Görings als beispielloser Opportunist zu seinem Aufstieg ausgenutzt und seine vorherigen Mitarbeiter eliminiert. Gründgens holte aber auch 1943 Bettina Moissi an die Preußischen Staatstheater.
Kern der Erneuerung des Theaterwesens unter dem NS-Regime sollten „werkgetreue“ Aufführungen der Klassiker sein. Der Völkische Beobachter vom 26. März 1936 beschrieb rückblickend die Situation der Weimarer Verfallszeit, in der nicht nur die falschen Stücke, sondern auch verfehlte Inszenierungen das Theater als moralische Anstalt zerstört hätten: „Nur eine kleine Gemeinde intellektueller Snobs erfreute sich an diesem Experimentier-Kabarett […] Verschwunden war der ehrlich kämpfende und sich dem Dichtwerk verbunden fühlende Schauspieler und Theaterleiter […]“ Damit war im Wesentlichen auch Gründgens’ offizielle Einstellung beschrieben. Ein Düsseldorfer Manifest, das er 1952 initiierte, richtete sich „gegen eine willkürliche Interpretation der Dichtung durch ungerechtfertigte Experimente, die sich zwischen Werk und Zuhörer drängen“.
Die nationalsozialistische Theaterpolitik benutzte jenseits der reinen Propaganda einen traditionellen, auf die Bedürfnisse staatlicher Repräsentation und die kulturellen Vorlieben der bürgerlichen Bevölkerungsteile zugeschnittenen „unpolitischen“ Kunstbegriff. Der „Reichsminister für Volksaufklärung und Propaganda“ Joseph Goebbels, früher durchaus fasziniert von agitatorischem Theater, stellte schon 1933 fest, dass weltanschaulich korrekte, aber künstlerisch dürftige Stücke dem Prestige des Regimes schaden würden. In diesem Punkt sicherte Gründgens sich besonders ab, nach einem Gespräch mit Goebbels notierte er: „Keine Tendenzstücke, sondern Dichtungen mit Tendenz. Hier stellten wir beide übereinstimmend fest, daß es im Grunde Kunst ohne Tendenz nicht gäbe.“ So enthielten die Spielpläne unter Gründgens zwar keineswegs vorwiegend Klassiker – dieser Eindruck ist erst im Rückblick entstanden – aber auch kaum besagte Tendenzstücke. Das Repertoire war vielseitig – mit einem großen Anteil an relativ leichter Unterhaltung –, dabei politisch möglichst indifferent, und wurde mit hochkarätigen Schauspielern in „werkgetreuen“ Aufführungen auf künstlerisch hohem Niveau präsentiert.

### Schauspieler
Bekannte Schauspieler am Preußischen Staatstheater waren:

Axel von Ambesser, Charlotte Basté, Paul Bildt, Claus Clausen, Käthe Dorsch, Berta Drews, Erich Dunskus, Karl Etlinger, Elisabeth Flickenschildt, Werner Finck, Albert Florath, Walter Franck, Käthe Gold, Otto Graf, Gustaf Gründgens, Käthe Haack, Günther Hadank, Paul Hartmann, Clemens Hasse, Elfriede Heisler, Paul Henckels, Marianne Hoppe, Malte Jaeger, Friedrich Kayssler, Eugen Klöpfer, Gustav Knuth, Maria Koppenhöfer, Hermine Körner, Viktor de Kowa, Werner Krauß, Hannsgeorg Laubenthal, Albert Lieven, Theo Lingen, Ursula Meißner Bernhard Minetti, Lola Müthel, Franz Nicklisch Heinz Rühmann, Hans Stiebner, Walter Tarrach, Wolf Trutz, Aribert Wäscher, Franz Weber, Pamela Wedekind, Paul Wegener, Antje Weisgerber und Walter Werner.

### Umbau und Erweiterung
Unter der Intendanz Gründgens erfuhr durch Hans Grube von Mai bis November 1935 die Bühnentechnik mit dem Einbau einer Drehbühne eine durchgreifende Modernisierung. Zugleich verlängerte Grube die Hinterbühne in voller Höhe als Gebäudebrücke zum gegenüberliegenden Haus Charlottenstraße 55–56, wo sich, weit in den Häuserblock hineinziehend, Magazinräume für Kulissen und Dekorationen anschlossen. Im Haus selbst stellte er durch Rückbau die Innenraumgestaltung Schinkels in den Vorsälen und im Zuschauerraum weitgehend wieder her und das Treppenhaus bekam seine Verbindung zur Freitreppe zurück.

### Das Ende im Zweiten Weltkrieg
Am 23. November 1943 brannte durch einen alliierten Bombentreffer der Südflügel mit dem Konzertsaal aus. Der Spielbetrieb musste ab September 1944 infolge der Theatersperre eingestellt werden. Das bis dahin fast unversehrte Innere des Hauses verbrannte bei Kampfhandlungen in den letzten Tagen der Schlacht um Berlin. Grubes Gebäudebrücke zum gegenüberliegenden Häuserblock an der Charlottenstraße wurde nach dem Krieg abgetragen.

Schauspielhaus und Französischer Dom, 1951

## Sitz des Konzerthauses

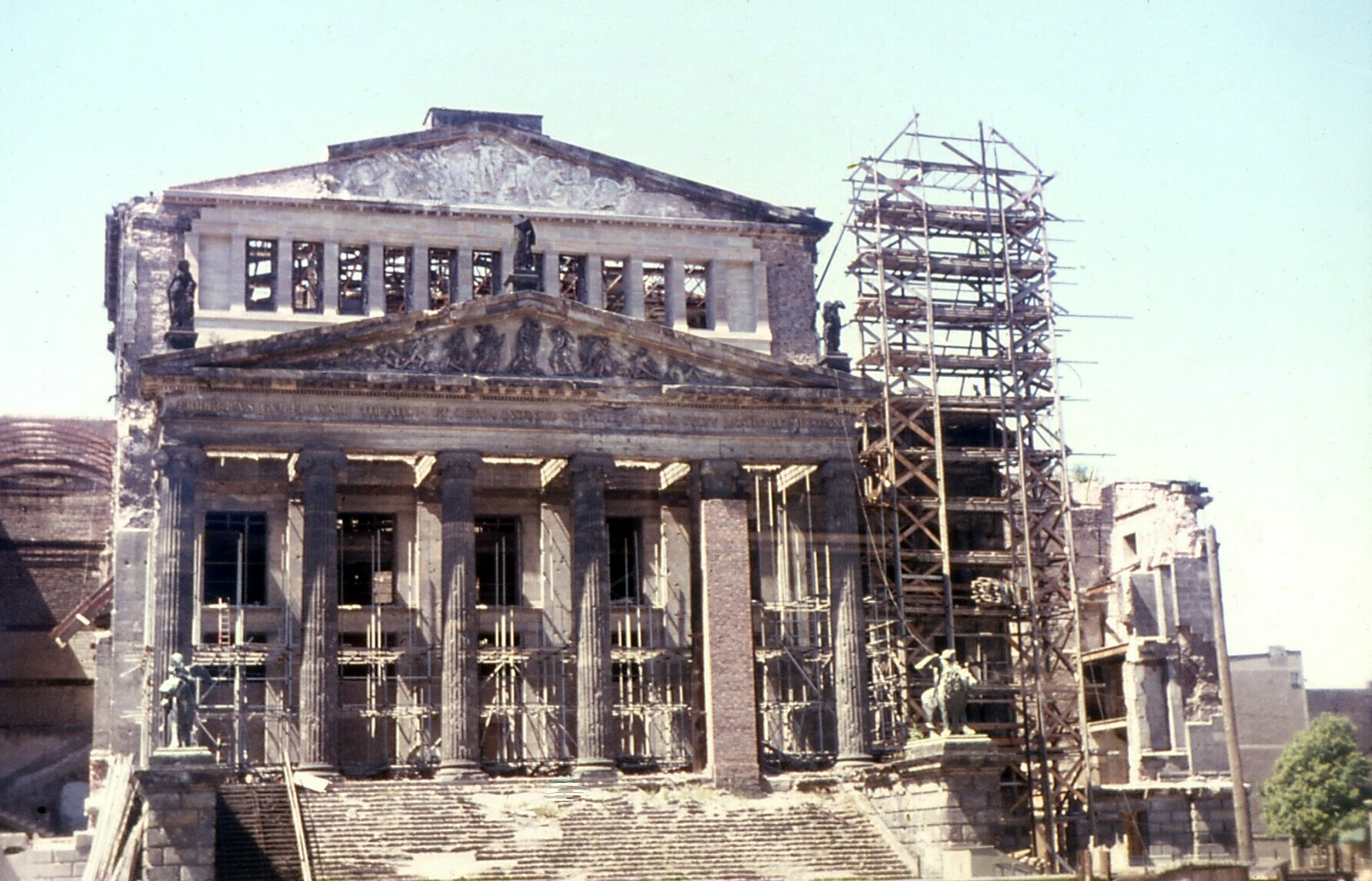
Schauspielhaus während der Entkernung

### Wiederaufbau 1976–1984
Im Jahr 1976 beschloss die SED-Führung, den seit 1950 Platz der Akademie genannten Gendarmenmarkt zu einem „geistig-kulturellen Zentrum der Kunst und Wissenschaft“ zu rekonstruieren, wobei das Schauspielhaus, da ausreichend Sprechtheater vorhanden waren, zum bisher vermissten Konzerthaus Ost-Berlins werden sollte. Die Leitung des Projekts hatten Erhardt Gißke, Manfred Prasser und Klaus Just.
Der entkernte Bau erhielt ein Stahlgerüst, das die alten Mauern versteifte und dessen Maße aus dem Raster der Schinkelschen Außenfassade resultierten. Die Decken wurden in Beton gegossen, die Wände und Pfeilerverkleidungen aufgemauert. Der plastische Dekor wurde aus Gips oder Stuck gearbeitet. Am Interieur arbeiteten ohne Rücksicht auf die Kosten rund 90 Bau- und Spezialfirmen fast drei Jahre. Im Ergebnis vermittelt die historisierende Neuschöpfung des Innenlebens eine gute Vorstellung vom Charakter des Originals.
Bei der Neugestaltung des Gendarmenmarktes konnten die dort erhalten gebliebenen Teile des Magazin- und Funktionsbereichs des Schauspielhauses in seine Rekonstruktion einbezogen werden. Seither befinden sich im wiederaufgebauten Intendanzgebäude in der Häuserreihe Charlottenstraße 55–59 und den angrenzenden Grundstücken des Häuserblocks vis-à-vis dem Bühneneingang des Konzerthauses erneut Betriebs- und Verwaltungsräume des Schauspielhauses sowie Probesäle und Studioräume des Berliner Sinfonie-Orchesters (beziehungsweise später Konzerthausorchester), darunter Vorratsräume, zum Beispiel für die Bestuhlung, die durch Tunnels und Spezialfahrstühle unterirdisch mit dem Schauspielhaus verbunden sind. Die Hochschule für Musik Hanns Eisler wurde 1987 aus der Otto-Grotewohl-Straße in den nördlichen Teil des Häuserblocks verlegt, wodurch Grubes Kulissenmagazin zu ihrem großen Saal ausgebaut werden konnte. Am 1. Oktober 1984 wurde das rekonstruierte Schauspielhaus feierlich eingeweiht. Es dient seither als Sitz des Konzerthauses.
Das Schauspielhaus war die Spielstätte folgender Ensembles: Königliches Schauspiel (1821–1918), Preußisches Staatsschauspiel (1918–1933), Staatliches Schauspiel (1933–1945), Konzerthaus Berlin (seit 1984).

### Innenräume

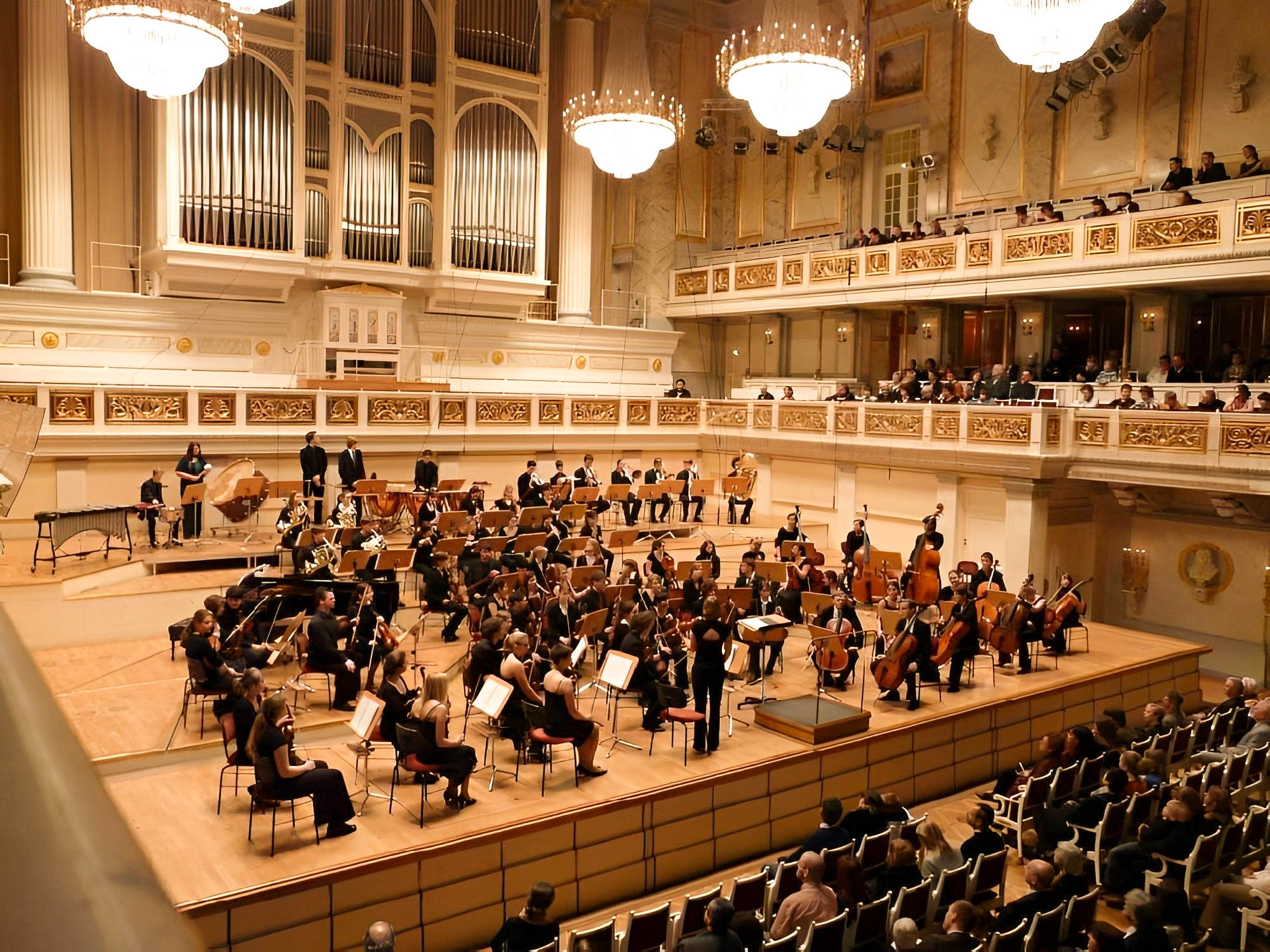
Bühne des Großen Saales bei einem Konzert

Der Haupteingang für den Konzertalltag befindet sich, wie schon zu Schinkels Zeiten, ebenerdig unter der Treppe. Die Passage diente ursprünglich als Vorfahrt. Von der Eingangshalle führt der Weg über die Garderoben seitlich in die Treppenhäuser, die die drei Teile des Hauses separieren. Der Mitteltrakt wird über der Eingangshalle vom Großen Saal ausgefüllt, im Südflügel befinden sich übereinander der Musikclub, der Ludwig-van-Beethoven-Saal (Foyer) und der Kleine Saal, im Nordflügel der Besucherservice mit Café, der Carl-Maria-von-Weber-Saal (Foyer) und der Werner-Otto-Saal.
Der rechteckige Große Saal bietet im Parkett und den zwei Rängen rund 1500 Zuschauern Platz. Er ist eine vergrößerte Adaption des Schinkelschen Konzertsaals, von dem zahlreiche Einzelheiten des Dekors wie die Gestaltung der Wandfelder, der Balkone, der Decke und die ionischen Säulen an den Schmalseiten abgeschaut sind. 16 der 28 lebensgroßen Plastiken antiker Mythenfiguren wurden nach historischen Vorbildern modelliert. Die Konzertorgel über dem Orchesterpodium stammt von der traditionsreichen Dresdner Orgelbaufirma Jehmlich, sie zählt 74 Register und 5801 klingende Pfeifen.
Der Große Saal des Konzerthauses gehört akustisch zu den besten symphonischen Konzertsälen der Welt. Die Nachhallzeit liegt mit 2,0 Sekunden bei mittleren Frequenzen mit Publikum und 2,2 Sekunden bei den tiefen Frequenzen nur wenig über den Werten, die Raumakustiker als Optimum für einen symphonisch genutzten Konzertsaal ansehen.
Beiderseits des Großen Saals, auf einer Ebene mit dem Parkett, befinden sich die beiden Foyers: Der Carl-Maria-von-Weber-Saal im Nordflügel wird von korinthischen Säulen und olivgrünen Wandflächen bestimmt, der hell gehaltene Ludwig-van-Beethoven-Saal im Südflügel ist geprägt von zwei ionischen Säulenreihen. Über den Foyers, in Höhe des zweiten Balkons des Konzertsaals, liegen zwei weitere Konzertsäle: der neo-schinkelsche Kleine Saal und, am Ort des einstigen Probensaals, der nach dem Versandhausgründer und Mäzen benannte Werner-Otto-Saal, eine ganz in Schwarz gefasste, bei Bedarf fensterlose und durch Hubpodien flexibel zu gestaltende Black Box, die insbesondere für zeitgenössische Konzert- und Musiktheateraufführungen genutzt wird.
Die kleinste Aufführungsstätte ist der rund 80 Zuschauer fassende Musikclub im Erdgeschoss des Südtrakts, der vor allem für szenische Produktionen, Lesungen und Kindervorstellungen genutzt wird. 2004 wurde im Erdgeschoss des Nordtrakts der neue Besucherservice mit dem Café eröffnet, ein schlichter, ganz in Schwarz und Weinrot gehaltener Raum. An der Rückfront des Hauses liegen, über alle Geschosse verteilt, die Musikerzimmer, die Solisten- und Dirigentengarderoben, wenige Büros und die den Künstlern und Mitarbeitern des Konzerthauses vorbehaltene Kantine.

### Konzerthausorchester
Im Jahr 1952 als Berliner Sinfonie-Orchester (BSO) gegründet, erfuhr das heutige Konzerthausorchester Berlin von 1960 bis 1977 unter Chefdirigent Kurt Sanderling seine entscheidende Profilierung und internationale Anerkennung. Feste Spielstätte war ab 1984 das Schauspielhaus am Gendarmenmarkt, das 1994 in Konzerthaus Berlin umbenannt worden war. – Das Orchester trägt seit 2006 den Namen Konzerthausorchester Berlin. Chefdirigent von 2012 bis 2018 war Iván Fischer. Seit 2018 ist er dem Klangkörper als Ehrendirigent verbunden. Von 2017 bis 2022 übernahm Juraj Valčuha die Position des Ersten Gastdirigenten. Ab 2019 war Christoph Eschenbach für vier Spielzeiten Chefdirigent des Konzerthausorchesters. Seit der Saison 2023/24 leitet Joana Mallwitz das Orchester als Chefdirigentin.
Im Jahr 2019 hatte das Konzerthausorchester über 12.000 Abonnenten, was mit die größte Stammhörerschaft eines klassischen Orchesters in Deutschland ist. Darüber hinaus ist es regelmäßig national und international auf Tourneen und Festivals zu hören. An der 2010 gegründeten heutigen Kurt-Sanderling-Akademie wird hochbegabter Orchesternachwuchs ausgebildet.

### Orgel im Großen Saal
Die Orgel im Großen Saal des Konzerthauses Berlin, 1983/1984 von der Firma Jehmlich Orgelbau Dresden erbaut, verfügt auf vier Manualen und Pedal über 74 klingende Register mit insgesamt 5811 Pfeifen. Im Jahr 1994 wurde die Orgel durch einige Zusatzregister (Glockenspiel, zwei Zimbelsterne, Vogelgeschrei und Kuckuck) erweitert und erhielt eine neue Setzeranlage mit nun insgesamt 256 Setzerkombinationen. Außerdem steht seitdem neben dem mechanisch angespielten Hauptspieltisch ein elektrischer Podiumsspieltisch zur Verfügung, der je nach Bedarf installiert werden kann.
Die Orgel war hauptsächlich dafür gedacht, Chören und Orchestern bei klassisch-romantischer und zeitgenössischer Musik als Partner zu dienen, war aber von vornherein auch für den solistischen Einsatz vorgesehen. Die Erbauerfirma aus Dresden steht in der Tradition des sächsischen, auf Gottfried Silbermann fußenden Orgelbaus, was in der Berliner Konzerthausorgel mit ihrem weichen Klang seinen Ausdruck findet. Auf dem Instrument ist ein breites Repertoire darstellbar, der Schwerpunkt wurde auf die Musik des 19.–21. Jahrhunderts gelegt. Der in klassizistischen Formen gehaltene Prospekt fügt sich organisch in das Raumganze ein.
| I Positiv C–c4 |     |
| Holzgedackt    | 08′ |
| Quintatön      | 08′ |
| Prästant       | 04′ |
| Rohrflöte      | 04′ |
| Oktave         | 02′ |
| Blockflöte     | 02′ |
| Oktave         | 01′ |
| Terzian II     |     |
| Zimbel III     |     |
| Vox humana     | 08′ |
| Tremulant      |     |

| II Hauptwerk C–c4 |        |
| Prinzipal         | 16′    |
| Oktave            | 08′    |
| Koppelflöte       | 08′    |
| Viola di Gamba    | 08′    |
| Oktave            | 04′    |
| Spitzflöte        | 04′    |
| Quinte            | 02 ⁄3′ |
| Oktave            | 02′    |
| Waldflöte         | 02′    |
| Mixtur IV–V       |        |
| Scharf IV         |        |
| Cornett V (ab g0) | 08′    |
| Trompete          | 16′    |
| Trompete          | 08′    |
| Span. Regal       | 08′    |

| III Oberwerk C–c4 |         |
| Quintade          | 16′     |
| Prinzipal         | 08′     |
| Weitgedackt       | 08′     |
| Oktave            | 04′     |
| Blockflöte        | 04′     |
| Nasat             | 02 ⁄3′  |
| Oktave            | 02′     |
| Terz              | 01 3⁄5′ |
| Quinte            | 01 ⁄3′  |
| Sifflöte          | 01′     |
| Tonus fabri II    |         |
| Scharfzimbel V    |         |
| Holzdulzian       | 16′     |
| Cromorne          | 08′     |
| Rohrschalmei      | 04′     |
| Tremulant         |         |

| IV Schwellwerk C–c4  |       |
| Lieblich Gedackt     | 16′   |
| Zartgeige            | 16′   |
| Flötenprinzipal      | 08′   |
| Querflöte            | 08′   |
| Salicional           | 08′   |
| Schwebung            | 08′   |
| Oktave               | 04′   |
| Dulzflöte            | 04′   |
| Schweizerpfeife      | 02′   |
| Rep. Septime         | 04⁄7′ |
| Sesquialtera II      | 0     |
| Plein jeu V–VI       |       |
| Terzzimbel III       |       |
| Cor anglais          | 16′   |
| Trompette harmonique | 08′   |
| Hautbois             | 08′   |
| Clairon              | 04′   |
| Tremulant            |       |

| Pedal C–f1      |         |
| Prinzipal       | 16′     |
| Subbass         | 16′     |
| Zartbass        | 16′     |
| Quinte          | 10 2⁄3′ |
| Oktavbass       | 08′     |
| Holzflöte       | 08′     |
| Choralbass      | 04′     |
| Koppelflöte     | 04′     |
| Nachthorn       | 02′     |
| Hintersatz IV   |         |
| Pedalmixtur IV  |         |
| Kontrafagott    | 32′     |
| Posaune         | 16′     |
| Dulzian         | 16′     |
| Trompete        | 08′     |
| Feldtrompete    | 04′     |
| Singend Cornett | 02′     |

- Koppeln: I/II, III/II, IV/II, IV/III, I/P, II/P, III/P, IV/P
- Nebenregister: Zwei Zimbelsterne, Kuckuck, Vogelschrei, Glockenspiel (Oberwerk, g0–g2)
- Spielhilfen: 256-fache Setzeranlage, Tutti, diverse Absteller, Crescendowalze